# رودولفو بيانكي
رودولفو بيانكي (بالإيطالية: Rodolfo Bianchi)‏ (و. 1952 – م) هو ممثل، وممثل أفلام، من إيطاليا، ولد في روما.

## وصلات خارجية
- رودولفو بيانكي على موقع IMDb (الإنجليزية)
- رودولفو بيانكي على موقع قاعدة بيانات الفيلم (الإنجليزية)
- رودولفو بيانكي على موقع كينوبويسك (الروسية)
- رودولفو بيانكي على موقع ANN person (الإنجليزية)